# سرعة جوية معدلة
سرعة جوية معدلة (CAS) هي السرعة الجوية المبينة، ولكن مصححة من خطأ قراءة العداد وخطأ قراءة الموقع. بالارتفاع والسرعات العالية تكون السرعة المعدلة مصححة لأخطاء الانضغاطية (compressibility errors) وتسمى بتلك الحالة السرعة الجوية المكافئة (EAS).
عند التحليق على مستوى سطح البحر وتحت ظروف جوية قياسية(15مئوي، 1013مللي بار، صفر% رطوبة) تكون السرعة المعدلة مشابه للسرعة الجوية المكافئة (EAS) والسرعة الجوية الحقيقية (TAS). وإن لم يكن هناك رياح فإنها تكون شبيهة السرعة الأرضية. لكن عندما تتغير الظروف فإن السرعة المعدلة تختلف عن سرعة الجوية الحقيقية والسرعة الأرضية. قياس السرعة هو بالعقدة ورمزها هو (KCAS) بينما السرعة المبينة هو (KIAS).

## التطبيقات العملية للسرعة الجوية المعدلة
السرعة المعدلة لها تطبيقين أساسيين:
- بالملاحة، السرعة المعدلة هو أحد الخطوات بالمعادلات الحسابية ما بين السرعة المبينة والسرعة الحقيقية
- لقيادة الطائرة يعتبر السرعة المعدلة والمكافئة نقاط مرجعية مهمة لأنهم توصف الضغط الديناميكي الذي على جسم الطائرة، بصرف النظر عن الكثافة أو الأرتفاع أو الرياح أو أي حالة أخرى. ومع انتشار نظام الملاحة (GPS) وتطور أنظمة الملاحة الأخرى داخل قمرة القيادة فقد التطبيق الأول أهميته حيث يمكن الطيار قراءة السرعة الأرضية أو بالاحرى السرعة الحقيقية مباشرة وبدون أي عمليات حسابية لقراءة السرعة المعدلة. ولكن التطبيق الثاني يبقى حساس ومهم جدا. ولكن وعلى سبيل المثال، عند ثبات الوزن فإن الطائرة ستنحرف وستنحدر على نفس السرعة المعدلة على أي نقطة ارتفاع وعلى الرغم من اختلاف السرعة الحقيقية والسرعة الأرضية اختلافا كليا. تلك سرعات الطائرة تعطي قراءة مثل السرعة المبينة بدلا من السرعة المعدلة لذلك فالطيار يقرأ ذلك مباشرة من عداد السرعة.

## حساب جدول البيانات
مؤشر السرعة الجوية البسيط يحتوي على انبوب واحد لقياس تأثير الضغط (التفاوت ما بين البيتوت والستاتيك). لذلك فالسرعة المعدلة يجب أن تعرف بأنها مقترنة من تأثير الضغط وحده. المؤشر لايتعرف على (أو لايعرف) الضغط الستاتيكي التام، الضغط الثابت والحرارة تكون معرفة حسب معدلات القياسية لسطح البحر، لذا يحصل أن سرعة الصوت تكون مرتبطة مباشرة بالحرارة بدلا من أن تكون الحرارة كمرجع لها، بالإمكان تحديد مرجعية لسرعة الصوت. فهذا يجعل المعادلة أسهل.

## اقرأ أيضا
- سرعة جوية.
- السرعة الجوية الصحيحة.
- سرعة جوية مبينة.
- أجهزة قياس طيران.
- في سبييدس.